# Pollution de l'eau par les nitrates
Pour un article plus général, voir Impact humain sur le cycle de l'azote.

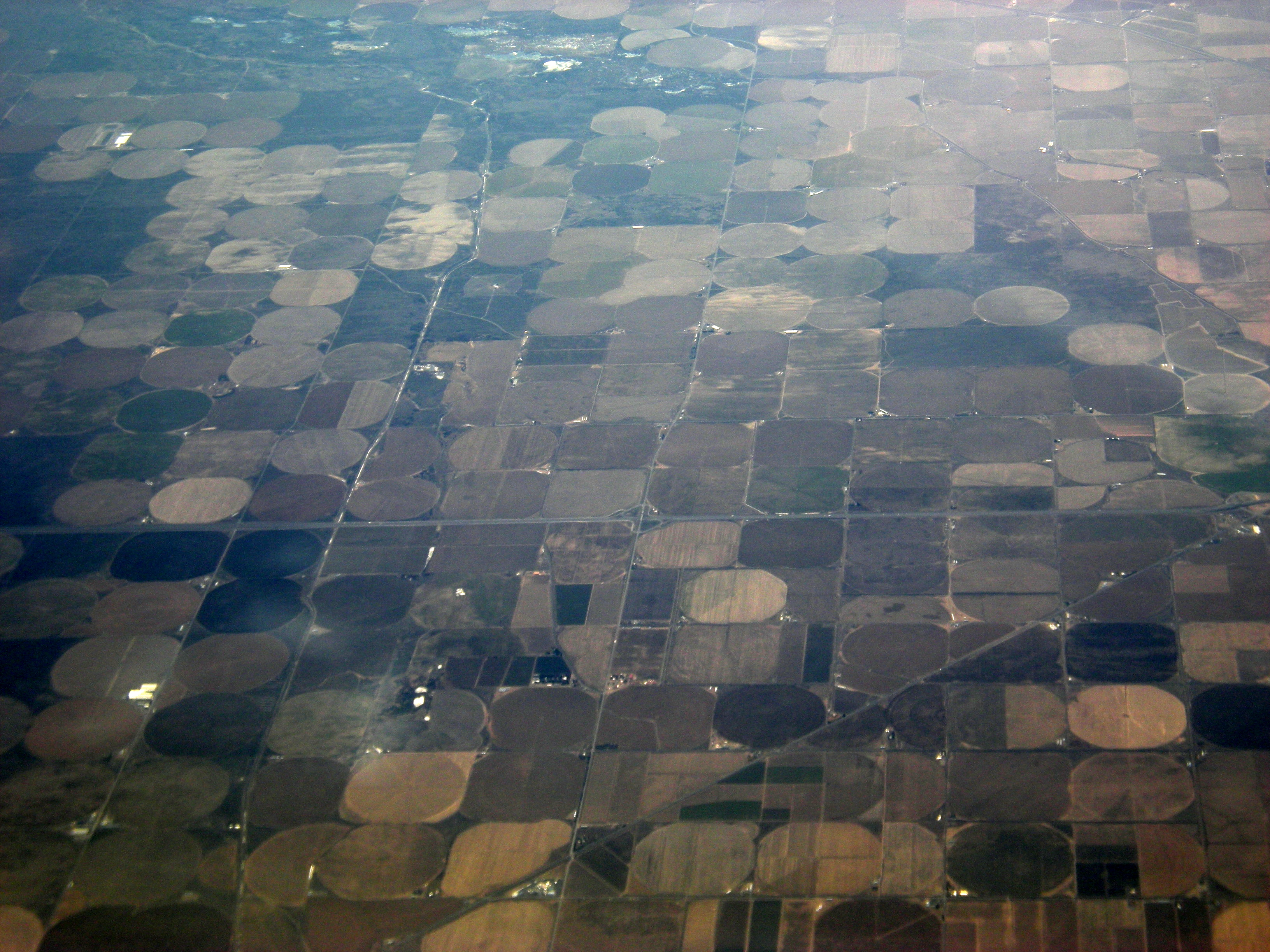
Vue aérienne de champs dans l'État de Washington.

La pollution de l’eau par les nitrates désigne l’augmentation progressive des quantités de nitrates observées depuis le début du développement de l'agriculture intensive après la Seconde Guerre mondiale. Cette pollution touche aujourd'hui l’ensemble de la planète. La pollution de l'eau par les nitrates est une pollution avec une grande inertie  en raison de la lenteur et de la complexité du cycle de l'azote dans les sols.

## Causes

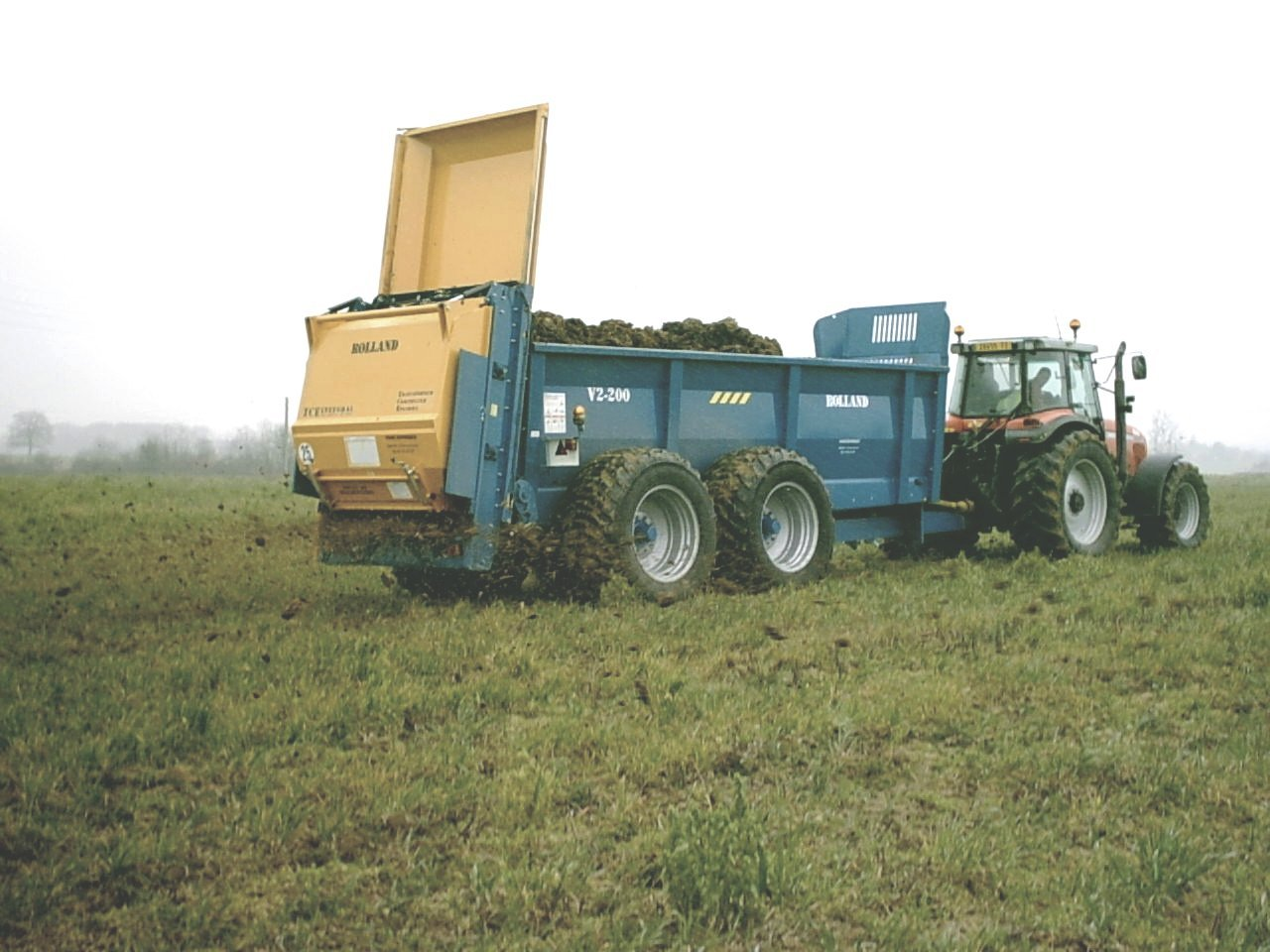
Épandage de fumier sur un champ.

Les nitrates sont formés par les activités biochimiques des micro-organismes ou ajoutés artificiellement dans la lithosphère et la biosphère sous forme chimiquement synthétisée. Les nitrates sont très solubles dans l'eau. L’augmentation des concentrations en nitrates dans les eaux superficielles et souterraines est principalement liée au développement de l’agriculture intensive à partir de la deuxième moitié du XXe siècle. Les déchets urbains, les rejets de stations de traitement des eaux usées et les effluents industriels sont également responsables de pollutions aux nitrates, mais ces dernières restent habituellement limitées aux abords des villes et concernent davantage les eaux superficielles.
L’agriculture est en grande partie responsable de l’augmentation des nitrates par l'utilisation d’engrais (ammonitrate, urée, etc.) et la culture de légumineuses. Les nitrates NO3− sont un produit de la dégradation de l’azote par les bactéries. Les nitrates sont stables dans le sol et peuvent y rester très longtemps. La pollution aux nitrates résulte d’un effet cumulatif depuis le début de la fertilisation des cultures par l'apport massif d'amendements organiques (fumier, lisier, résidus de récoltes, etc.) et d'engrais minéraux.
Toutefois, comme le rappelle l'Unifa, qui regroupe des producteurs d'engrais, d'amendements et de biostimulants en France, « En 30 ans, on a réduit de 45% la consommation d'engrais minéraux» .

## Les autres causes
ll existe d'autres causes environnementales, notamment les conséquences de l'usage de produits ménagers ou liées à l'industrie.
L'ANSES propose un point sur les nitrites et les nitrates en 10 questions avec des pistes supplémentaires telles que l'industrie du papier, de travail du lait (fromageries).

## Cycle de l'azote

Cycle de l'azote.

Grâce notamment à l’utilisation de lysimètres, différentes études menées entre autres par l’INRA ont permis d’étudier le devenir des apports d’azote de synthèse sur les surfaces agricoles.
Les nitrates non consommés par les plantes sont dans un premier temps soit lixiviés soit absorbés par la biomasse du sol. La matière organique que constitue la biomasse se minéralise progressivement puis est nitrifiée ainsi sont libérés des nitrates dans la solution du sol. L'azote peut entrer dans des compartiments organiques plus stables que la biomasse qui sont susceptibles de libérer des nitrates par minéralisation par des bactéries nitrifiantes à des échelles de temps très variables. L’activité de ces bactéries dépend de la température mais peut avoir lieu toute l’année. Ces cycles sont très longs et un seul apport d’azote peut entraîner une production de nitrates pour de nombreuses années. Ainsi les apports répétés de fertilisants se cumulent, enrichissent les différents compartiments de matière organique du sol et accroissent la pollution,. Le cycle de l’azote dans le sol est un processus complexe qui implique de nombreux facteurs. Il est supposé à terme qu’un équilibre soit atteint mais il n’est pas clairement établi jusqu’à quel niveau de concentration en nitrates les eaux souterraines vont s'enrichir avant d'atteindre cet équilibre. Dans certaines régions agricoles comme les régions crayeuses du bassin parisien s’ajoute la lenteur de la progression des nitrates vers la nappe en raison de la nature du sous-sol. L’évolution des pollutions par les nitrates est un système présentant une très grande inertie et il est difficile de mesurer les effets des politiques de protection de l’eau à court terme.

## Conséquences

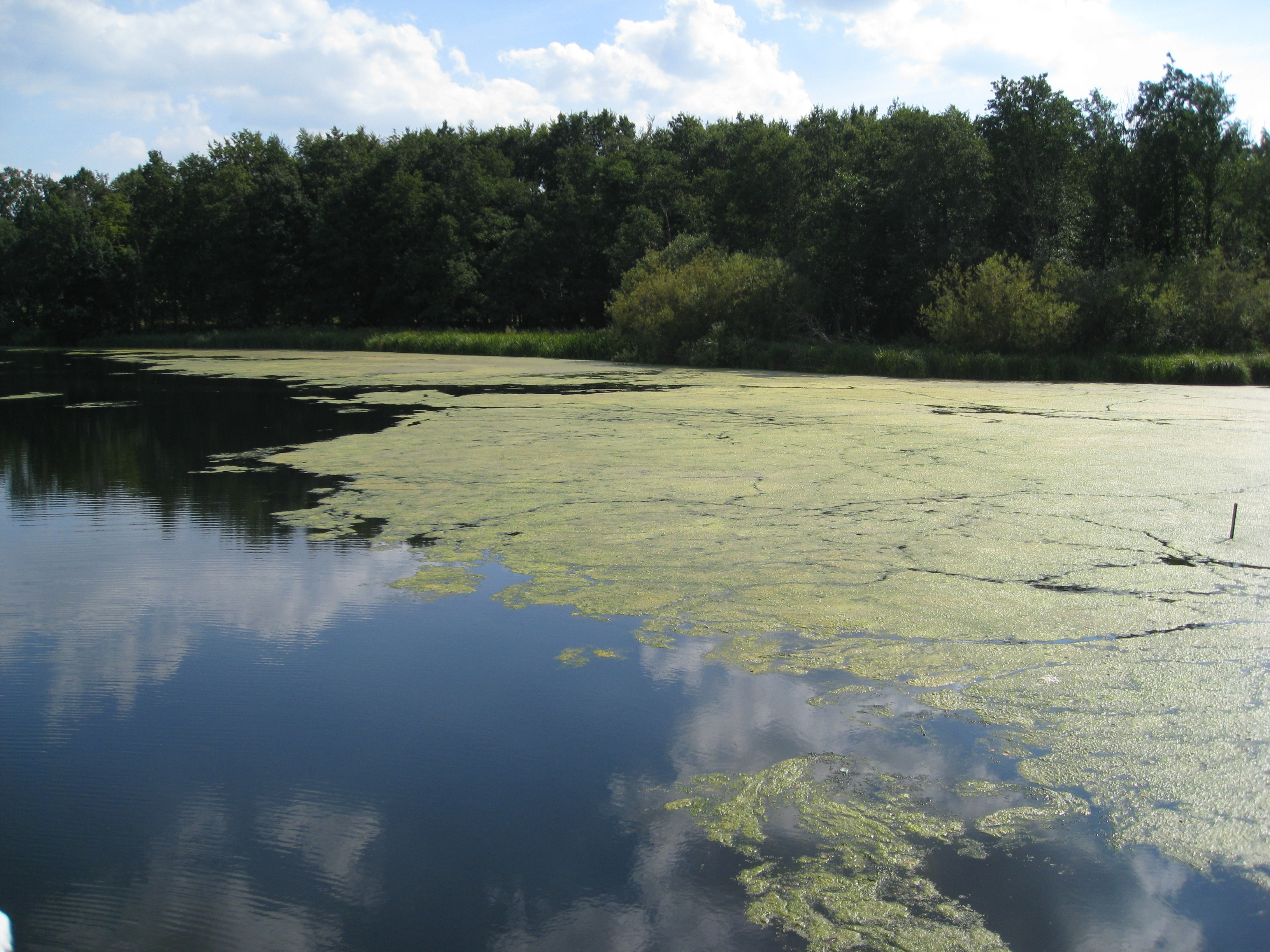
Lac eutrophe.

Les nitrates se diffusent progressivement dans les réserves d'eau planétaires. Par exemple, les concentrations en nitrates dans les glaces du Groenland ont triplé depuis 1750.

### Sur les eaux superficielles

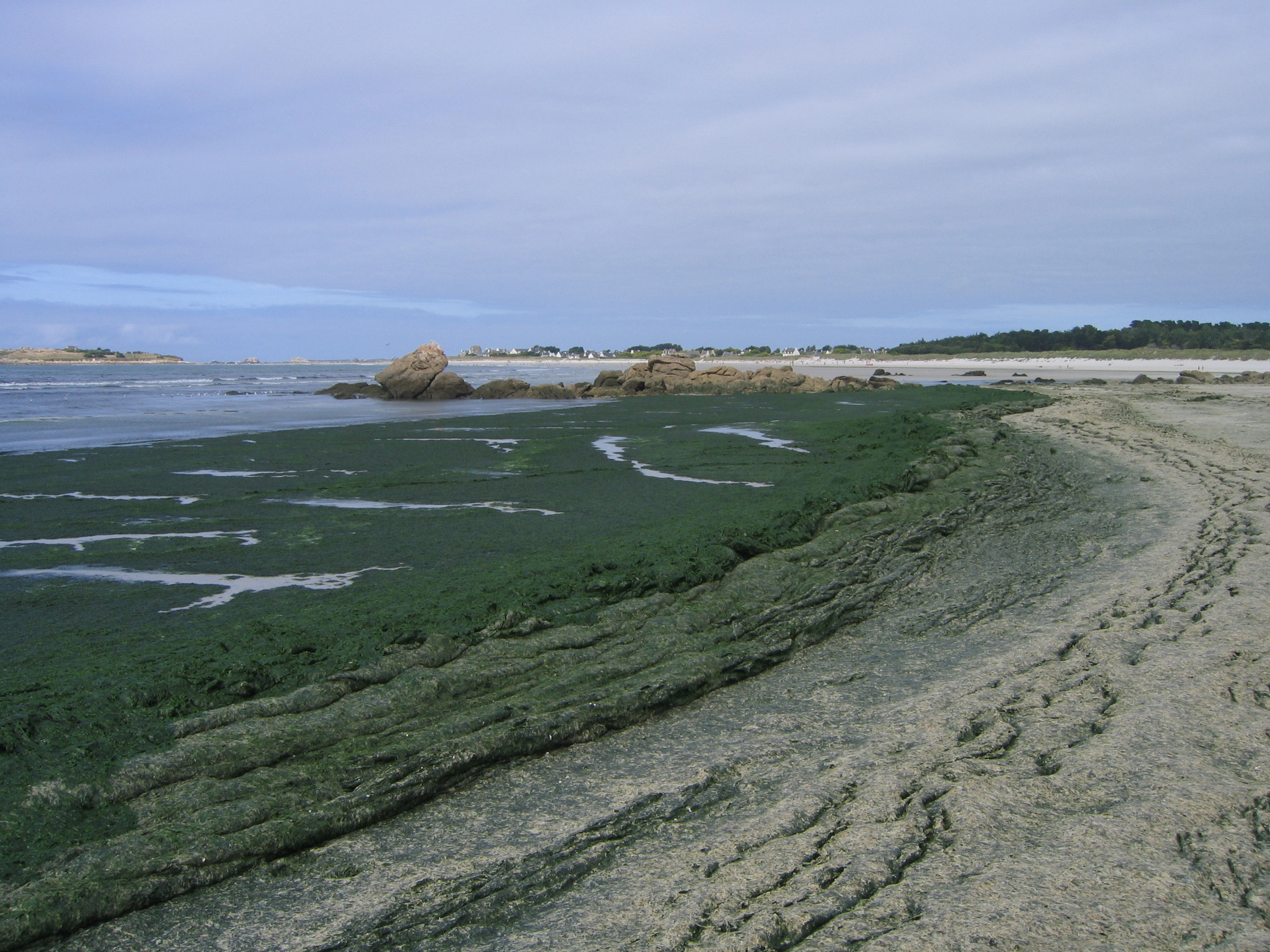
Marée verte en raison de pollutions en nitrates des eaux de ruissellement.

Les eaux superficielles peuvent être contaminées par ruissellement, déversement par exemple d'une station d'épuration ou indirectement par les eaux souterraines. La contamination aux nitrates des eaux superficielles entraîne généralement une eutrophisation importante de ces eaux par le développement de la biomasse. Les marées vertes en Bretagne directement liées aux fuites de nitrates en sont un exemple frappant,.

### Sur les eaux souterraines
La quantité de nitrates dans les eaux souterraines est directement liée aux quantités de fertilisant azoté épandu sur les surfaces agricoles situées au-dessus de nappes phréatiques. Les nappes avec de fortes recharges d'eau (remontées de la nappe), corrélées à de fortes charges d'azote épandues sur le sol, présentent les concentrations de nitrates les plus élevées. D’une manière générale, la concentration en nitrates tend à diminuer avec la profondeur dans le sol retraçant avec précision l'évolution croissante des apports de fertilisant depuis ses débuts à nos jours. À long terme, les concentrations en nitrates restent élevées dans les aquifères peu profonds en raison des apports continus de fertilisant azoté par l'agriculture.
La vulnérabilité d’une nappe phréatique aux nitrates dépend des propriétés du sol, en particulier de sa perméabilité ainsi que des propriétés de l’aquifère (variation de la hauteur de la nappe, taux de recharge, vitesse de percolation, etc.).

### Sanitaires
La norme de potabilité de l’eau fixe la concentration maximale en nitrate à 50 mg/l. En France, les quantités moyennes de nitrates dans les nappes se situaient autour de 53 mg/l en 1998 et la tendance était clairement à l’augmentation linéaire depuis les années 1950. La consommation d'une eau fortement contaminée aux nitrates peut entraîner divers troubles de la santé : méthémoglobinémie, cancer gastrique, goitre, malformations congénitales, hypertension, etc.,.

### Économiques

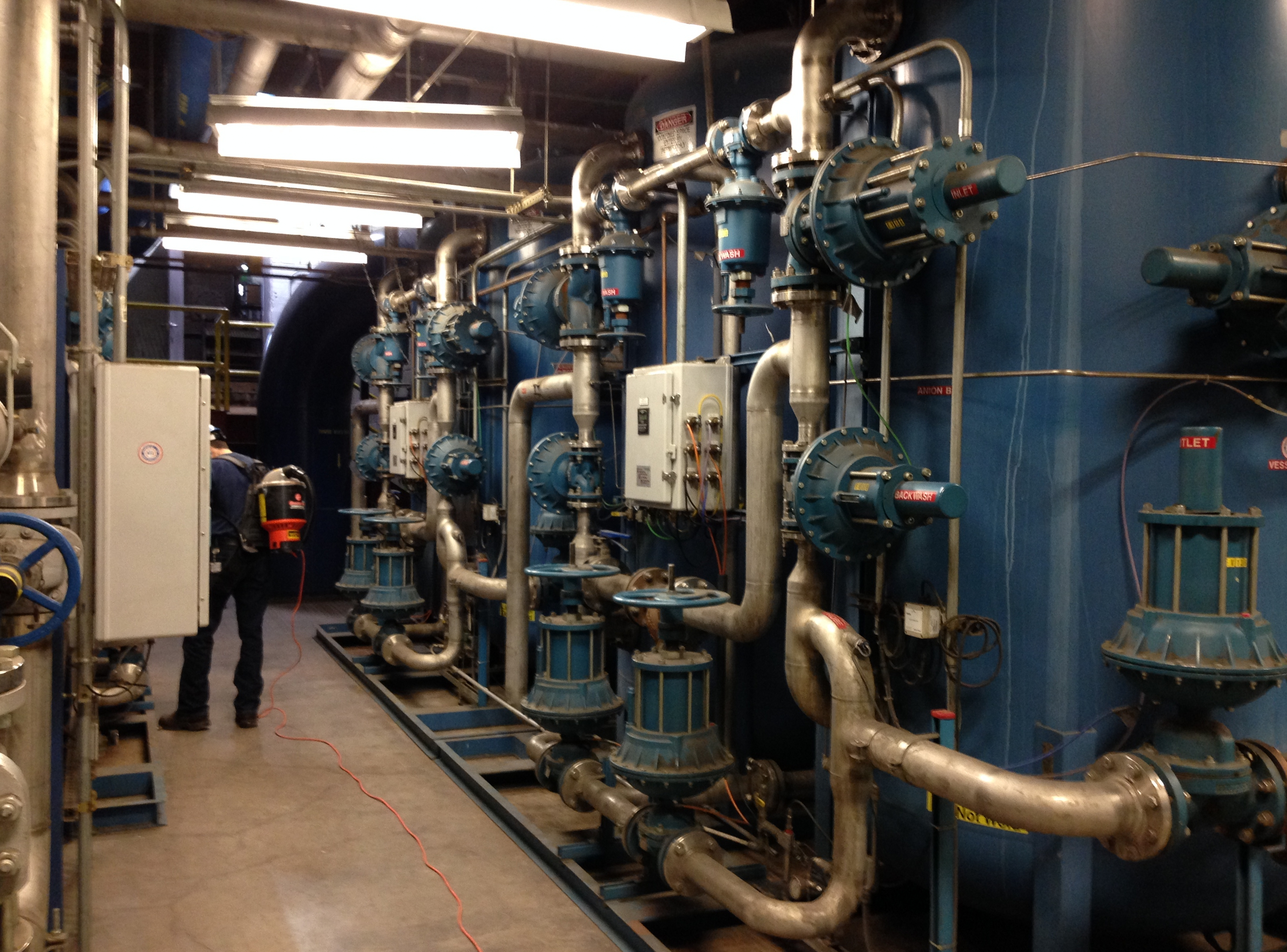
Système de production d'eau potable avec résines échangeuses d'ions (cations et anions).

L’eau contaminée par les nitrates doit être traitée avant de pouvoir être bue. Les traitements chimiques et bactériens permettant d’éliminer les nitrates sont coûteux même pour les pays développés. Ces traitements se font par exemple à l'aide de résines échangeuses d'ions (chlorure/nitrate).

## Prévention et lutte
Les agriculteurs ont appris à maîtriser les épandages d’engrais pour réduire les pertes. On estimait en 1998, les pertes à environ 11,5 % de la quantité totale d’engrais azoté utilisé en France. Le contrôle des pertes ne peut pas être amélioré. Diverses techniques permettent de fixer l'azote dans le sol notamment en hiver pour éviter le lessivage de l'azote (voir Culture intermédiaire piège à nitrates).
Les zones humides ont une capacité importante de rétention des teneurs en nitrates des eaux superficielles eutrophes.
Le rôle des bactéries dénitrifiantes dans la dépollution des nitrates est primordial. Ces bactéries consomment en milieu anaérobie l’oxygène contenu dans l'ion nitrate NO3− et libère l’azote sous forme gazeuse, diazote N2, et de protoxyde d'azote N2O. Il est possible d’améliorer l’efficacité de ces bactéries en ajoutant dans les nappes du carbone sous forme d'alcools par exemple.

## Perspectives
Le développement de variétés de plantes ou de bactéries symbiotiques OGM capables de fixer l’azote atmosphérique à la manière des légumineuses permettrait de supprimer complètement le besoin en engrais azoté. Cependant, le besoin de filière d'élimination des boues d'épuration ou des lisiers entre autres reste toujours existant.
En raison de la grande inertie de la pollution aux nitrates, même avec l'arrêt complet des intrants d'azote, les concentrations en nitrates mettraient probablement de nombreuses années avant de décroître significativement.